# Sankt Thomas
Sankt Thomas là một đô thị ở huyện Bitburg-Prüm, trong bang Rheinland-Pfalz, Đức. Đô thị này tọa lạc ở Eifel. Tên theo Tổng giám mục giáo phận Canterbury Thomas Becket.